# BVC Bloemendaal
BVC Bloemendaal (Bloemendaalse Volksweerbaarheid Combinatie Bloemendaal) is een op 15 november 1902 opgerichte Nederlandse amateurvoetbal- en softbalclub uit Bloemendaal.

## Historie

### Cricket
Van 1925 tot 1941 heeft BVC Bloemendaal een cricketafdeling gekend. Deze is deels onder invloed van de oorlog, deels door de verhuizing van Cricket Club Haarlem naar Bloemendaal, opgeheven.

### Honkbal
In 1953 richtte BVC Bloemendaal een honkbalafdeling op. 25 jaar later werd deze afdeling opgeheven, de teams werden ondergebracht bij Kinheim.

### Softbal
In 1958 is de softbalafdeling van BVC ontstaan. In 1982 nam het eerste vrouwenteam deel aan de Europa Cup, als plaatsvervanger van landskampioen Terrasvogels dat zelf als titelverdediger aan het toernooi deelnam. BVC veroverde de Europa Cup en plaatste zich daarmee ook voor de editie van 1983. In 1986 werd de enige landstitel behaald en plaatste zich daarmee voor de derde keer voor de EC-I. In 1987 werd de EC-I voor de tweede keer gewonnen en volgde voor de vierde keer plaatsing voor dit toernooi. Tegenwoordig softbalt BVC Bloemendaal op een lager niveau.
In 1982 en 1987 won BVC Bloemendaal twee keer de Europa Cup. In 1988 waren ze verliezend finalist.

### Voetbal
In 1898 werd in Bloemendaal een voetbalvereniging, Paul Kruger, opgericht door onder meer Andriaan Cassee. Als voortzetting hiervan werd op 15 november 1902 de "Bloemendaalsche Voetbal Club" opgericht. De eerste twee jaar werden er vriendschappelijke wedstrijden gehouden en wel hoofdzakelijk tegen ZVV uit Zandvoort, OVV uit Overveen en BVV uit Beverwijk. In het seizoen 1904/05 ging BVV naar Zaandam om mede te spelen in de seriewedstrijden, uitgeschreven door de NHVB, en behaalde daar de vierde plaats. In 1905/06 speelde de BVV in de Haarlemsche Voetbalbond in de Tweede klasse, waar de club de derde plaats behaalde. Voor het seizoen 1906/07 maakte BVV de overstap naar de Noordhollandsche Voetbalbond, waar de Bloemendalers vierde werden in de Eerste klasse. In 1907/08 werd BVV ongeslagen kampioen van Noord-Holland en promoveerden de club naar de Derde klasse van de Nederlandse Voetbalbond. Het tweede elftal speelde destijds in de Haarlemsche Voetbalbond.
Drie jaar na de oprichting ging BVV samen met Volksweerbaarheid 'Bloemendaals Commando' en in 1918 volgde een fusie met de in 1912 opgerichte Haarlemse voetbalclub Volksweerbaarheid. BVC Bloemendaal kreeg toen haar definitieve naam.
In de loop der jaren is BVC Bloemendaal diverse keren naar een andere locatie verhuisd.

#### Standaardelftal
Het standaardelftal speelt in het seizoen 2020/21 in de Tweede klasse zondag van het KNVB-district West-II.
Het standaard zaterdagelftal werd vlak voor het einde van het seizoen 2015/16 uit de competitie gehaald. Het team was een paar keer niet komen opdagen.

##### Competitieresultaten zaterdag 1974–2017
| 4 4B |

| 4 4D |

|  |

|  |

|  |

|  |

|  |

|  |

|  |

|  |

| 9 4B |

| 7 4A |

| 10 4A |

| 6 4A |

| 9 4B |

| 7 4B |

| 6 4B |

| 12 4B |

|  |

|  |

|  |

|  |

|  |

| 8 3B |

| 12 3B |

|  |

| 10 5A |

| 8 5D |

| 10 4E |

| 12 4E |

| 7 5B |

| 7 5B |

| 9 5B |

| 5 5B |

| 4 5A |

| 6 5B |

| 3 5B |

| 2 5A |

| 14 4C |

| 4 5A |

| 11 4C |

| 7 4B |

| xx 4B |

| 9 4D |

| Derde klasse | Vierde klasse | Vijfde klasse |

##### Competitieresultaten zondag 1909–2019
| 3 3B |

| 2 3C |

| 1 3D |

| 8 2A |

| 3 3D |

| 5 3C |

| 6 |

| 9 3E |

| 5 3E |

| 7 3D |

| 5 3F |

| 2 3F |

| 3 3A |

| 4 3A |

| 1 3C |

| 4 2A |

| 6 2A |

| 4 2A |

| 9 2A |

| 7 2B |

| 7 2B |

| 7 2B |

| 9 2B |

| 4 2A |

| 4 2B |

| 5 2B |

| 6 2B |

| 8 2A |

| 10 2B |

| 1 3B |

| 1 3B |

| 11 C |

| 7 3B |

| 8 3B |

| 9 3B |

| 10 3B |

|  |

| 8 3C |

| 7 3A |

| 6 3D |

| 8 3D |

| 11 3C |

| 1 4F |

| 2 4F |

| 3 4D |

| 4 4F |

| 8 4E |

| 8 4E |

| 8 4E |

| 10 4D |

| 5 4E |

| 3 4C |

| 2 4C |

| 1 4C |

| 9 4C |

| 10 4C |

| 5 4C |

| 7 4C |

| 11 4C |

| 8 4F |

| 5 4C |

| 9 4C |

| 9 4C |

| 9 4C |

| 4 4C |

| 2 4C |

| 6 4C |

| 6 4C |

| 5 4C |

| 6 4C |

| 3 4C |

| 9 4C |

| 9 4C |

| 10 4C |

| 11 4C |

| 4 4C |

| 6 4C |

| 7 4C |

| 6 4C |

| 7 4C |

| 9 4D |

| 4 4D |

| 1 4C |

| 8 3B |

| 9 3B |

| 11 3B |

| 8 4C |

| 7 4D |

| 2 4C |

| 12 3B |

| 6 4C |

| 7 4C |

| 3 4D |

| 7 3C |

| 2 3C |

| 12 2A |

| 10 3B |

| 2 4D |

| 3 4D |

| 4 4D |

| 3 4D |

| 6 4D |

| 3 4C |

| 12 3C |

| 3 3C |

| 6 3C |

| 9 3C |

| 8 3B |

| 2 3C |

| 6 3C |

| 8 3C |

| - 3A |

| Tweede klasse | Derde klasse | Vierde klasse | Noodcompetitie |

In elke staaf van de grafiek staat van boven naar beneden vermeld: 
- Eindnotering

Dit is de positie die de club heeft bereikt in de competitie, zonder eventuele beslissings-, play-off- of nacompetitiewedstrijden die nodig zijn geweest om bijvoorbeeld de kampioen van de competitie te bepalen.
Indien een * achter het getal staat is de notering een tussenstand en kan het zijn dat de notering niet overeenkomt met de uiteindelijke eindstand van de competitie.
Staat er een - dan is het seizoen nog bezig en is er geen definitieve uitslag bekend.
Staat er xx op de positie van de notering, dan heeft de club vroegtijdig de competitie verlaten. Dit kan onder andere komen door terugtrekking van het team, faillissement van de club of door een uitgedeelde straf van de KNVB. In veel gevallen staat elders in het artikel de reden vermeld.
Staat er een ? dan is het resultaat uit het verleden onbekend, en is alleen de competitie of het niveau bekend van dat seizoen.
In de seizoenen 2019/20 en 2020/21 werd wegens de coronacrisis het amateurvoetbal afgebroken. Daardoor kennen deze staven geen eindklassering (middels -- weergegeven).
- Competitieniveau en afdelingsletter of Officiële eindstand Eredivisie
  - Competitieniveau en afdelingsletter

Hierbij geeft het getal het niveau weer, dat ook terug te vinden is in de legenda. De letter is de afdelingsaanduiding en wordt gebruikt wanneer er meer afdelingen zijn op hetzelfde niveau. De afdelingsletter is altijd een hoofdletter en wordt meestal zonder nummer gebruikt.
Voorbeeld: 2F is niveau 2e klasse competitie F.
Het competitieniveau en nummer wordt niet vermeld wanneer er slechts één competitie van dit niveau was.
  - Officiële eindstand Eredivisie (getal staat tussen haakjes vermeld)

Sinds de introductie van play-offwedstrijden voor Europees voetbal na afloop van de reguliere competitie in 2005/06, is de KNVB verplicht een eindstand van de Eredivisie door te geven aan de UEFA aan de hand van deze play-offwedstrijden.
Bij deze eindstand staan clubs die zich hebben gekwalificeerd voor Europees voetbal hoger dan clubs die zich niet wisten te kwalificeren. Indien er geen verschil was tussen de eindnotering en de officiële eindstand, staat dit getal niet vermeld.

- Onderafdeling

Hier staat afgekort de naam van de onderafdeling indien de club in dat jaar in een onderafdeling uitkwam. Tevens staat deze afkorting in de legenda en wordt gelinkt naar het artikel over deze onderafdeling. Deze afkorting wordt alleen vermeld wanneer de club in het verleden in verschillende onderafdelingen heeft gespeeld. Deze vermelding is in de staaf altijd in kleine letters. Deze onderafdelingen zijn na het seizoen 1995/96 afgeschaft. Heeft de club in slechts één onderafdeling gespeeld, dan is dit alleen terug te vinden in de legenda.
Onder de staaf staat het jaartal vermeld waarin het seizoen is afgesloten. 15 verwijst naar het seizoen 2014/15 of eventueel het seizoen 1914/15.
Wanneer een staaf leeg is, zijn deze gegevens niet bekend. Het kan ook zijn dat de club dat seizoen niet heeft meegespeeld op het hogere amateurniveau, vroegtijdig de competitie heeft verlaten of uit de competitie is gezet.

In het seizoen 1944/45 was er wegens de Tweede Wereldoorlog geen regulier competitievoetbal.

## Bekende (oud-)spelers
- Charles de Bock
- Ted Immers

BVC Bloemendaal · SV BSM · SV Vogelenzang